# Fédération Guinéenne de Football
Fédération Guinéenne de Football (FGF) (română Federația de fotbal a Guineei) este forul ce guvernează fotbalul în Guineea. Se ocupă de organizarea echipei naționale și a campionatului.